# Selke-Aue
Selke-Aue är en kommun i Landkreis Harz i förbundslandet Sachsen-Anhalt i Tyskland.
Kommunen bildades den 1 januari 2010 genom en sammanslagning av de tidigare kommunerna Hausneindorf, Heteborn och Wedderstedt .
Kommunen ingår i förvaltningsgemenskapen Vorharz tillsammans med kommunerna Ditfurt, Groß Quenstedt, Harsleben, Hedersleben, Schwanebeck och Wegeleben.